# Vive la rose
Vive la rose (inne tytuły: Mon amant me délaisse i La méchante) – francuska pieśń ludowa pochodząca z XVIII wieku, opowiadająca o niespełnionej miłości. 
Mon amant me délaisse można przetłumaczyć jako Mój ukochany porzucił mnie. Piosenka wyjaśnia, że znalazł nową dziewczynę. Inny werset mówi, że plotka głosi, iż ona jest chora. Narrator mówi, że jeśli ona umrze, on będzie prawdopodobnie chciał do niej wrócić, lecz ona nie będzie go chciała. Refren Vive la rose et le lilas oznacza Niech żyje róża i lilia.
Współcześnie utwór nagrywali m.in. Vive la rose Emile Benoit, Guy Béart (1960), Cora Vaucaire (1975), Nana Mouskouri (1978) i Mes souliers sont rouges (2000). 

## Tekst
Mon amant me délaisse

O gai, vive la rose

Je ne sais pas pourquoi

Vive la rose et le lilas 

Il va-t-en voir une autre

O gai, vive la rose

Bien plus belle que moi

Vive la rose et le lilas

On dit qu'elle est malade

O gai, vive la rose

Peut-être qu'elle en mourra

Vive la rose et le lilas

Si elle meurt dimanche

O gai vive la rose

Lundi on l'enterrera

Vive la rose et le lilas

Mardi il reviendra me voir

O gai vive la rose

Mais je n'en voudrais pas

Vive la rose et le lilas